# Reichsführerschule
„Reichsführerschulen“ (RFS), anfänglich nur als „Führerschulen“ bezeichnet, waren Kaderschmieden des NS-Staates zwischen 1933 und 1945.
Die NSDAP errichtete spezielle „Reichsführerschulen“ als Ausbildungsstätten für die „politischen Leiter“ der „NS-Kampfverbände“: SA, SS und der HJ; jeder dieser Kader musste eine dieser „Reichsführerschulen“ erfolgreich durchlaufen haben.

## Reichsführerschulen der NSDAP

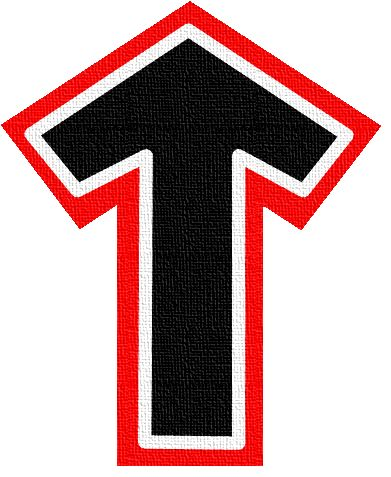
Tyr-Rune als Treueabzeichen für erfolgreiche Absolventen

Anfangs als „Führerschulen“ bezeichnet, wurden diese Schulungs- und Fortbildungsstätten für Kader des NS-Staates später in „Reichsführerschulen“ umgewandelt und in vier Kategorien eingeteilt:
1. Reichsführerschule der NSDAP München, Neu Grünwald.[1][2]
2. Reichsführerschule (der NSDAP und der DAF 1933–1936, des SD 1936–1945)[3] Bernau bei Berlin, Bundesschule des Allgemeinen Deutschen Gewerkschaftsbundes
3. Landesführerschulen „Paulinum“ in Hirschberg, Lobeda (Thüringen), Königswinter (Rheinland), Saßnitz (Rügen) und Plassenburg (Kulmbach)
4. Gauführerschulen, die in fast allen politischen Gauen der NSDAP bestanden
5. Sonderschulen wie beispielsweise die „Landesschule der Nationalsozialistischen Betriebszellen-Organisation“

Die Schulungen auf den Reichsführerschulen fanden meist in vierwöchigen Kursen statt, an denen jeweils ca. 50 bis 80 Personen teilnahmen. Der Teilnehmerkreis bestand aus besonders ausgewählten Vertretern einzelner Dienstgradgruppen. Die Lehrgänge sollten demnach nicht nur die Qualität der SA-Führung steigern, sondern auch deren politische Loyalität festigen. Den erfolgreichen Absolventen und Absolventinnen wurde im Anschluss an den Schulbesuch die Tyr-Rune verliehen.
Am 7. Mai 1933 wurde Otto Gohdes Reichsschulungsleiter der NSDAP und der DAF in Berlin. Es gab zwei Reichsgeschäftsstellen: in München im Hotel Reichsadler, Herzog-Wilhelm-Str. 22; in Berlin am Leipziger Platz 14.
1945 wurden die Reichsführerschulen als Teil der NSDAP verboten und aufgelöst.

## Reichsführerschule der SA

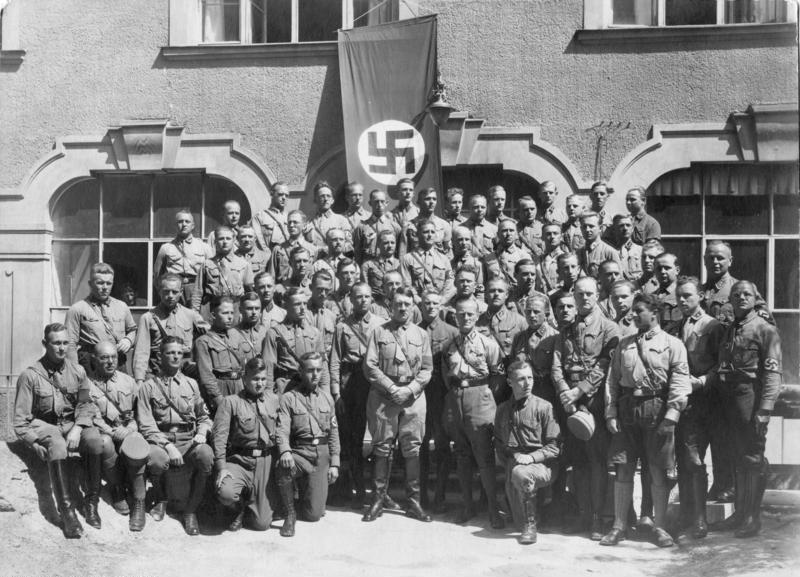
Adolf Hitler mit Teilnehmern der SA am ersten Lehrgang der Reichsführerschule (Juni 1931)

Die erste Reichsführerschule wurde am 15. Juni 1931 in München eröffnet. Sie sollte eine systematische Ausbildung der SA-Führung gewährleisten. Die vom damaligen SA-Gruppenführer und späteren Obergruppenführer Kurt Kühme geleitete Institution legte den Schwerpunkt auf die weltanschauliche Schulung der Kursteilnehmer, die meistens vier Wochen auf Kosten der Reichsleitung hier verbrachten. Als Lehrkräfte fungierten dabei oft prominente NSDAP-Mitglieder. Im Unterricht wurden organisatorische, praktische und rechtliche Fragen erläutert sowie Vorträge gehalten. Diese Vorträge hielten SA Führer aus der OSAF, u. a. Adolf Hühnlein, aber auch Alexander Freiherr von Humboldt-Dachroeden sowie der damalige Reichszeugmeister Büchner. Dazu gab es ein sportliches Begleitprogramm sowie Fahrten bis nach Italien. Kühmes Stellvertreter war zeitweise der SS-Offizier Theo Berkelmann, zeitweise ausgestattet mit dem Dienstrang eines SA-Standartenführers. Er wurde danach Himmlers Adjutant.
An den sieben Lehrgängen 1931 nahmen insgesamt 468 SA-Führer teil. Seitens der SA waren Kursteilnehmer aus allen Dienstgraden vor Ort: Richard Fiedler, Hermann Ritter von Schöpf, Peter Kock, Karl Lorch, Siegfried von Kuenheim, Arved Theuermann, aber auch mit Georg Widmayr ein Sturmbann-Adjutant aus Berlin. Bereits bei den ersten Lehrgängen waren vereinzelt SA-Führer aus Wien und Klagenfurt anwesend.
Das Gebäude der SA-Reichsführerschule befand sich in der Briennerstraße 44 in München. Die Schule wurde aufgrund der Notverordnung vom 13. April 1932 am 15. April 1932 von der Stadtpolizei München geschlossen, nachdem sie am Tag zuvor durchsucht worden war. Nach Wiederzulassung der SA nahm sie wieder ihren Lehrbetrieb auf. Sämtliche hohe SA-Führer waren zu Beginn Teilnehmer an Kursen der Schule. Der Leiter der Mecklenburger SA, der Gutsbesitzer Andreas von Flotow, war 1931 in einem Kurs, fiel in Ungnade und wurde Sommer 1933 von der SA ermordet.
Der Leiter der Reichsführerschule der SA mit gleichzeitiger Zuständigkeit für die SS hatte eine gewichtige Position in der Obersten SA-Führung. Vertreter der Schule hielten auch außerhalb der Einrichtung bei größeren Veranstaltungen Vorträge. Weitere Leiter der SA-Reichsführerschule waren Heinrich Bennecke, Max Luyken und Otto Ivers. Kurt Hintze war Abteilungsleiter an der Lehreinrichtung und ging später zur SS. Leiter des Rassenhygieneamtes der SA-Reichsführerschule wurde der SS-Führer Karl Astel. Bekanntere Lehrgangsteilnehmer der SS waren u. a. Franz Breithaupt und Karl Wolff, beide teils langjährige Adjutanten von Himmler.

## Andere Reichsführerschulen

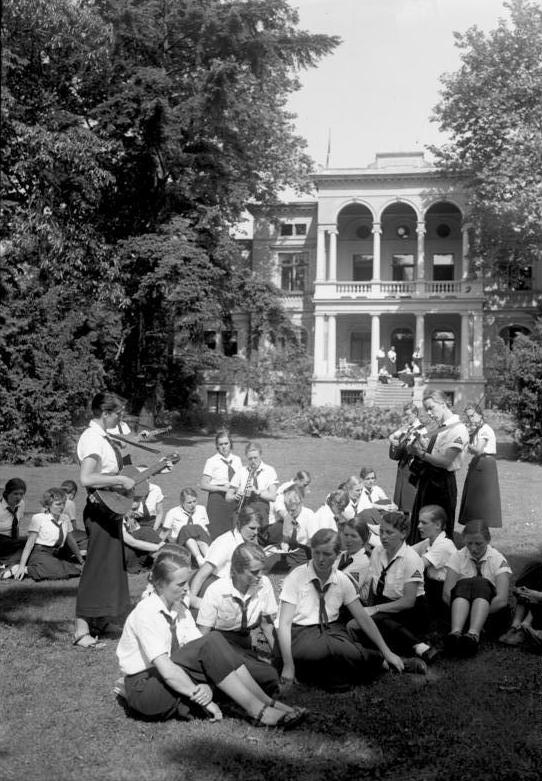
Reichsführerinnenschule des Bundes Deutscher Mädel in Potsdam (August 1935)

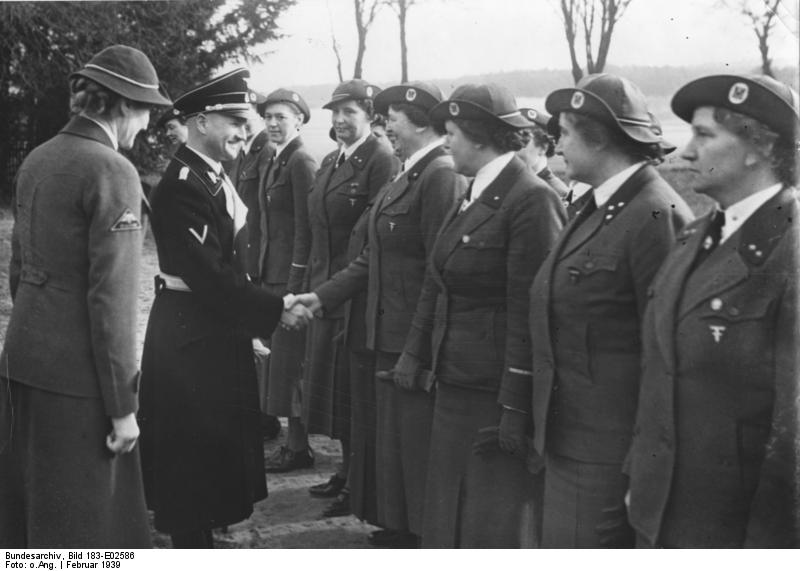
Begrüßung an der Reichsführerschule des DRK in Groß Schulzendorf durch Ernst-Robert Grawitz

In den mittleren und späten 1930er Jahren wurden weitere Reichsführerschulen gegründet, die sich ausschließlich um die Ausbildung ihres eigenen Nachwuchses oder die sich speziell um eine besondere Ausbildung kümmerten:
1. SS-Führersportschule Mihla an der Werra
2. RAD-Führerschule Spandau
3. (Reichs-)Akademie für Jugendführung der Hitlerjugend
4. Reichsjugendführerschule der HJ Potsdam
5. Reichsjugendführerinnenschulen des Bundes Deutscher Mädel (BDM) in Potsdam[11]
6. Reichsführerschule der Nationalsozialistischen Volkswohlfahrt Falkensee
7. Reichsführerschule des Deutschen Roten Kreuzes in Groß Schulzendorf
8. Reichsführerinnenschule 3 des BDM in Boyden, Ostpreußen
9. Führerschule des Berliner-Institutes für Leibesübungen (1935–1945)
10. Reichs-Reiterführer-Schule in Berlin-Zehlendorf (1936–1938)[12]
11. Reichsführerschule des NSKK in Döberitz-Elsgrund

## Zeitgenössische Literatur
- F. A. Brockhaus: Der Neue Brockhaus. Allbuch in vier Bänden und einem Atlas, Zweiter Band F–K, Leipzig 1938, S. 135.
- Philipp Bouhler, Gottfried Feder, Wilhelm Kube, Ernst Röhm u. a.: Nationalsozialistisches Jahrbuch 1934. Jg. 8, Frz. Eher Nachf. GmbH, München 1933/34, S. 157 ff. Übersicht der Obersten SA-Führung (OSAF) 1933/34 (RF Reichsführerschule). (propagandistisch geprägte Schrift).